# Émile Le Beller
Pour les articles homonymes, voir Le Beller.
Émile Le Beller, né le 24 septembre 1929 à Guern (Morbihan) et mort le 20 juillet 2019 à Vannes, est un syndicaliste français. Il a été durant 12 ans le secrétaire général de la fédération CFDT des PTT.

## Repères biographiques
Émile Le Beller, breton d'origine, était adhérent de la JOC Jeunesse ouvrière chrétienne quand, à l'âge de 19 ans, il entre aux PTT. C'est donc naturellement à la CFTC qu'il prend, dès sa nomination à Paris, au centre de tri postal de la gare Saint-Lazare. Il s'investit d'abord dans un groupe dépendant de la JOC, "Amitiés postières", avant que les grèves de l'été 1953 ne l'incitent à prendre des responsabilités syndicales. En 1956, il est délégué permanent pour la région Île-de-France, de la CFTC PTT. Il contribue à l'implantation de ce syndicat dans la région parisienne. Il appartient à la majorité de la CFTC, qui en 1964 opte pour la "déconfessionalisation" de la Centrale syndicale qui devient  la CFDT. Émile Le Beller devient le secrétaire général de la Fédération CFDT des PTT. À ce poste il participe à deux mouvements sociaux d'importance. En mai 1968, les postiers sont massivement dans la grève qui secoue le régime gaulliste.
En 1974, à la direction de la fédération CFDT des PTT, il joue un rôle majeur dans le mouvement gréviste d'octobre-novembre, le plus long conflit national qu'aient connu les PTT. Il participe, avec les responsables des autres syndicats (CGT et FO) aux négociations qui permettent la fin d'une grève de 6 semaines.